# Sidy Cissoko
Sidy Cissoko (Saint-Maurice, 2 aprile 2004) è un cestista francese.

## Biografia
È il figlio dell'ex cestista Yaya Cissokho.

## Carriera
Cresciuto nel settore giovanile del Saski Baskonia, il 27 luglio 2021 viene ceduto in prestito alla squadra affiliata dell'Iraurgi, militante in LEB Oro. Il 19 luglio 2022 firma con la NBA G League Ignite, diventando così il primo giocatore europeo della storia della franchigia.
Nel 2023 viene selezionato con la quarantaquattresima scelta assoluta al Draft NBA dai San Antonio Spurs.

## Statistiche

### NBA

#### Regular Season
| Anno      | Squadra             | PG | PT | MP   | TC%  | 3P%  | TL%  | RP  | AP  | PRP | SP  | PP  |
| --------- | ------------------- | -- | -- | ---- | ---- | ---- | ---- | --- | --- | --- | --- | --- |
| 2023-2024 | San Antonio Spurs   | 12 | 0  | 11,8 | 48,5 | 8,3  | 80,0 | 1,8 | 0,8 | 0,6 | 0,3 | 3,8 |
| 2024-2025 | San Antonio Spurs   | 17 | 0  | 3,2  | 50,0 | 42,9 | 16,7 | 0,6 | 0,4 | 0,1 | 0,0 | 1,3 |
| 2024-2025 | Portland T. Blazers | 5  | 0  | 12,0 | 33,3 | 0,0  | 66,7 | 2,2 | 1,8 | 0,2 | 0,2 | 2,0 |
| Carriera  | Carriera            | 34 | 0  | 7,5  | 46,0 | 16,0 | 62,5 | 1,3 | 0,7 | 0,3 | 0,1 | 2,3 |

### G League
| Anno      | Squadra         | PG | PT | MP   | TC%  | 3P%  | TL%  | RP  | AP  | PRP | SP  | PP   |
| --------- | --------------- | -- | -- | ---- | ---- | ---- | ---- | --- | --- | --- | --- | ---- |
| 2022-2023 | G League Ignite | 43 | 38 | 29,0 | 43,5 | 31,4 | 64,6 | 2,9 | 3,3 | 1,0 | 0,9 | 11,6 |
| 2023-2024 | Austin Spurs    | 34 | 12 | 28,8 | 44,9 | 26,4 | 65,0 | 5,1 | 3,4 | 1,2 | 1,0 | 14,1 |
| 2024-2025 | Austin Spurs    | 11 | 1  | 27,6 | 48,9 | 26,4 | 59,5 | 4,1 | 3,2 | 1,1 | 0,5 | 16,3 |
| 2024-2025 | Rip City Remix  | 8  | 8  | 31,5 | 48,2 | 32,1 | 58,1 | 3,3 | 3,6 | 1,4 | 0,3 | 15,0 |
| Carriera  | Carriera        | 96 | 59 | 29,0 | 45,2 | 28,9 | 63,3 | 3,8 | 3,4 | 1,1 | 0,9 | 13,3 |